# 基里尔·沙马洛夫
基里尔·尼古拉耶维奇·沙马洛夫（俄语：Кирилл Николаевич Шамалов，1982年3月22日—），俄羅斯商人、億萬富豪。他是弗拉基米尔·普京的女婿，即家裡次女卡捷琳娜·吉洪诺娃的前夫。西布尔控股公司（Sibur）的副總裁。曾任俄羅斯政府的前經濟顧問。

## 生平
基里尔·沙马洛夫是俄羅斯銀行的共同所有人尼古拉·沙马洛夫的小兒子。他於聖彼得堡國立大學取得法學學位。2012年，西布尔控股公司（Sibur）將他從工商管理副總裁提拔為副首席執行官。沙马洛夫擁有西布尔公司0.5%的股份。2013年6月，他位於貝里斯的離岸公司Kylsyth Investments Limited僅以100美元收購了西布尔公司3.8%的股份。2014年8月，他的俄羅斯公司Yauza 12在天然氣工業銀行（Gazprombank）的貸款幫助下，以大約22億美元的價格從西布尔的所有者根纳季·季姆琴科手中購買了另外17%的西布尔股份。
2017年4月，彭博社報導稱，沙马洛夫將自己從季姆琴科購買的西布尔股份出售給了西布尔的另一位所有者列昂尼德·米赫尔松。

## 制裁
2018年4月，美國對沙馬洛夫和其他23名俄羅斯國民實施制裁。自2013年2月與弗拉基米尔·普京的女兒卡捷琳娜結婚、並加入與普京關係密切的億萬富翁精英集團後，沙馬洛夫在不到18個月的時間裡成為了西布爾公司的主要股東，一年後從天然氣工業銀行獲得了10億美元的貸款，而天然氣工業銀行是受到美國制裁的（EO 13662）；他還從受到美國制裁（EO 13661）的根纳季·季姆琴科手中購買了西布爾17%的股份。
2022年2月24日，他因在PAO SIBUR控股公司的角色而受到英國政府的制裁，該公司被判定曾對入侵烏克蘭給予協助。

## 個人生活
2013年2月，沙馬洛夫在列寧格勒州索斯諾沃附近的一個小型滑雪勝地伊戈拉與普京的次女卡捷琳娜結婚，證婚人是被西方媒體稱為「普京的私人銀行家」的尤里·科瓦利丘克。普京曾表示自己有兩個孫子；但不知道卡捷琳娜和沙馬洛夫之間是否有孩子。2018年1月，沙馬洛夫和卡捷琳娜分居。據稱，由於這次分居，他損失了50%的財富。
據報導，沙馬洛夫於2018年末與然娜·沃爾科娃（Жанна Волкова）結婚，二人育有一女。他們於2021年年中分居，目前正在辦理離婚手續。沙馬洛夫提起離婚訴訟，認為他們的婚姻無效。